# Travnička hronika
Travnička hronika. Konsulska vremena (in kyrillischem Alphabet: Травничка хроника) ist ein Roman des jugoslawischen Schriftstellers und Nobelpreisträgers Ivo Andrić (1892–1975), der 1942 verfasst wurde und 1945 erstmals erschienen ist. Der Titel bedeutet wörtlich: Die Chronik von Travnik. Die Zeiten der Konsuln. Die deutsche Übersetzung erschien unter anderen Titeln, meist Wesire und Konsuln, gelegentlich auch Audienz beim Wesir.

## Inhalt

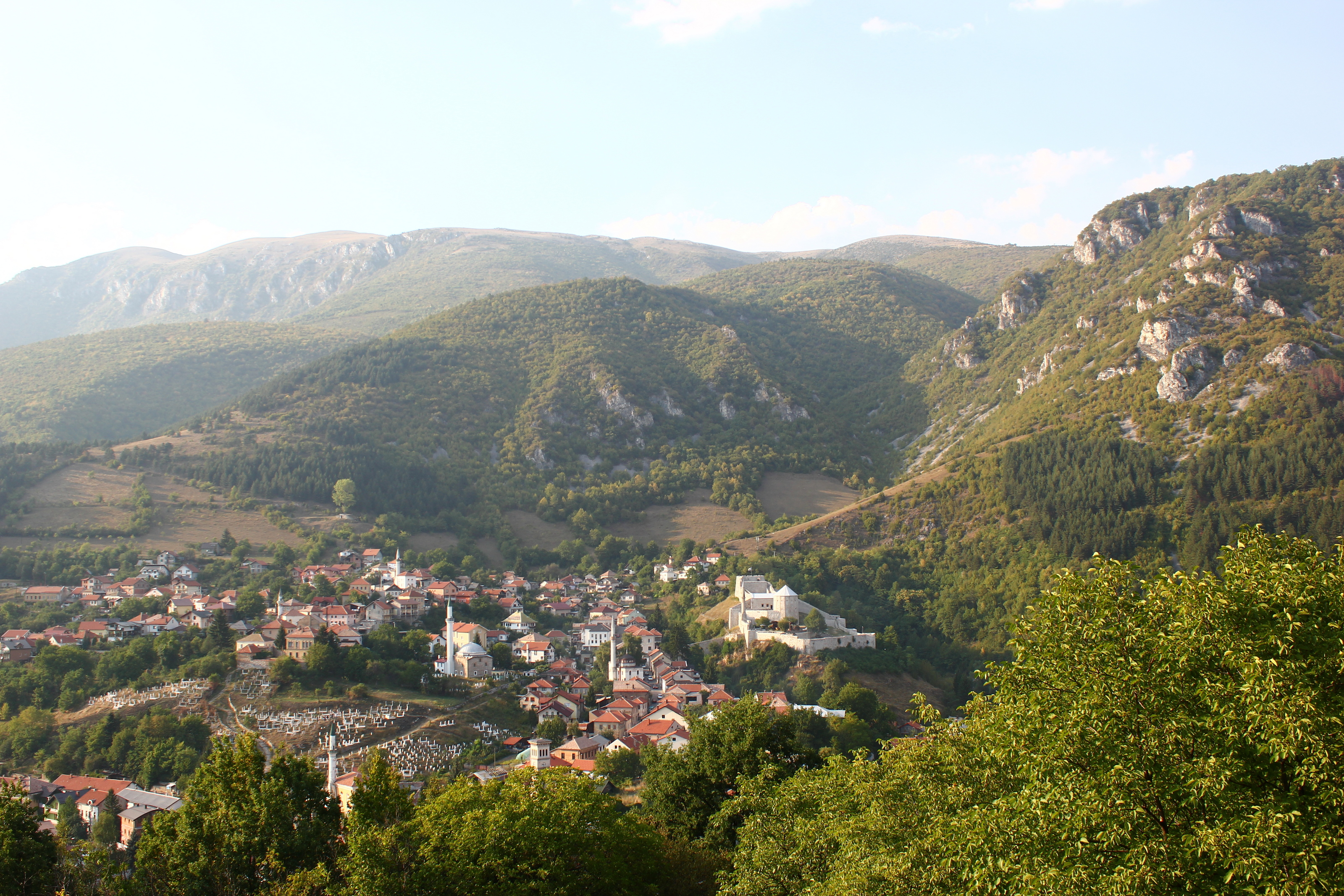
Blick über die Altstadt von Travnik

Der Roman behandelt sieben Jahre (1807–1814) in der bosnischen Stadt Travnik, die zur damaligen Zeit Sitz eines osmanischen Wesirs war. Im Zuge der napoleonischen Kriege wird ein französischer Konsul in die entlegene, bis dahin von Fremden noch völlig unberührte Stadt entsandt, worauf auch die rivalisierende Großmacht Österreich sogleich ebenfalls einen Konsul dort installiert. Ohne wirklich eine durchgehende Geschichte zu erzählen, werden im Roman verschiedene Personen vor dem Hintergrund der geschichtlichen Ereignisse dargestellt, besonders aber die Gegebenheiten des damaligen Bosniens geschildert.
Wir lernen als eigentliche Hauptperson des Romans den französischen Konsul Daville kennen, dem schon bei seinem Einzug in die Stadt der Hass der einheimischen Bevölkerung entgegenschlägt. Pflichtbewusst versucht er seinen Posten so gut es geht auszufüllen, allein in einer feindlichen und rückständigen Umgebung. Ihm bleibt nur die Dichtkunst, in der er sich mehr schlecht als recht übt, seine stille und fleißige Frau und die Kinder, die ihm Trost spenden. Sein Übersetzer, der Arzt D’Avenat, ist ihm notwendiger Mitarbeiter, der es versteht, die neuesten Nachrichten aus der Stadt zu erkunden, aber menschlich bleibt er dem Konsul fremd, ebenso wie der einige Zeit in Travnik weilende Vizekonsul Des Fossés, ein wissensdurstiger junger Mann, der bestrebt ist, alle Aspekte des bosnischen Lebens aufzuzeichnen und der selbstbewusst und klug keine Berührungsängste mit den Einheimischen zeigt. Der österreichische Konsul von Mitterer trägt ein ähnliches Schicksal wie Daville. Er ist zwar ein vertrauter Kenner des Landes, der auch die Sprache spricht, sowie ein pflichtbewusster Beamter, seine Frau macht ihm aber ebenfalls das Leben schwer und liegt ihm ständig in den Ohren, um seine Versetzung aus dieser Wildnis anzusuchen. Auch er ist gewissermaßen allein und isoliert hier.

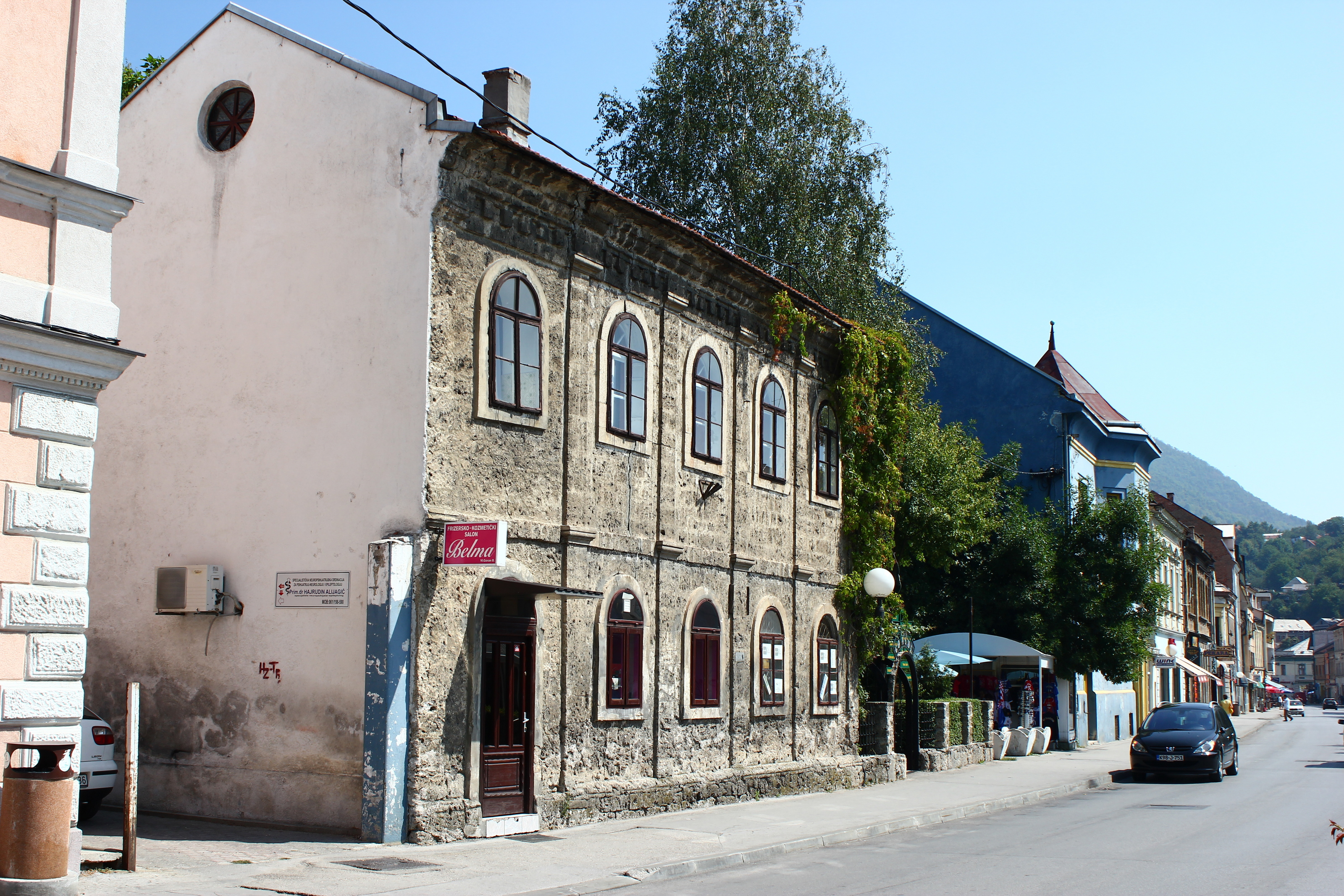
Gebäude des ehemaligen österreichischen Konsulats

Auf der türkischen Seite ist der aufgeklärte Georgier Mehmed Pascha Wesir in Travnik. Daville gelingt es bessere Beziehungen zu ihm herzustellen als von Mitterer, ja die Gespräche mit ihm sind Daville menschlich wertvoll. Doch die ständigen Intrigen in der Hauptstadt Istanbul bringen es mit sich, dass der Wesir abgelöst und durch Ibrahim Pascha ersetzt wird, einen Vertrauten des ehemaligen Sultans Selim III., der gleichsam nach Bosnien ins Exil geschickt wurde. So ist Ibrahim Pascha ein pessimistischer Charakter, der bei jedem Gespräch auf den von ihm vergötterten Ex-Sultan zu reden kommt. Daville versteht es, sich auf den neuen Wesir wiederum besser einzustellen als sein österreichischer Kollege.
Nach Jahren wird Mitterer endlich abgelöst und durch Herrn von Paulich ersetzt. Dieser ist alleinstehend und dem Franzosen spürbar an Effizienz und Wissen überlegen. Das Verhältnis zwischen den französischen und österreichischen Konsuln ist sehr ambivalent. Zum einen sind sie eigentlich Gegner, die versuchen müssen, die Interessen ihres Landes auf dem Balkan durchzusetzen, gegen die andere Großmacht zu intrigieren und alles auszuspionieren, was für die Heimat interessant sein könnte. Beide tun dies auch mit mehr oder weniger großem Erfolg, aber pflichtgemäß. Zum anderen sind sie aber als Europäer einander verbunden und verstehen sich kulturell und gesellschaftlich so gut, wie es ihre Rolle nur zulässt. Beide sehen sich einer völlig anderen, fremden und barbarischen Umwelt gegenüber. Als ein Kind Davilles stirbt, wird die Solidarität und das menschliche Verstehen der Europäer besonders deutlich.
Als Ibrahim Pascha ebenfalls seines Postens enthoben wird, was dieser mit stoischer Gelassenheit hinnimmt, als hätte er dies ohnehin schon längst erwartet, tritt der gnadenlose und grausame Ali Pascha sein Amt an. Er regiert durch reinen Terror, verbreitet Angst und Schrecken unter der bosnischen Bevölkerung und lässt zahlreiche Menschen ermorden und ausrauben. Die Stellung als Konsuln zwingt beide Europäer auch mit diesem Wesir korrekte Beziehungen herzustellen, was ihnen menschlich sehr schwerfällt. Während ihrer Jahre mussten beide mehrmals erleben, welch barbarische Grausamkeiten in diesem Lande möglich sind. Sie wurden unmittelbare Zeugen von Volksaufständen, Morden und Plünderungen.
Als sich Napoleons Siegerglück endgültig zu wenden beginnt und seine Niederlage offenkundig ist, sucht Daville um seine Abberufung und um die Schließung des Konsulates an, da es nunmehr keine französischen Interessen auf dem Balkan zu vertreten gebe. Dem wird stattgegeben und der österreichische Konsul von Paulich beantragt nun ebenfalls die Schließung seines Konsulates. Mit dem Rückzug der Franzosen gibt es auch für Österreich keinen Grund mehr, hier einen Stützpunkt zu unterhalten. Unter den Bosniern wird ein Aufstand gegen den Wesir vorbereitet. Wie sie gekommen sind, sind die Konsuln nun wieder verschwunden, in Travnik aber hat sich nichts geändert. Das Land verharrt eigensinnig in seiner Rückständigkeit und Ignoranz allem Fremden gegenüber.
Über diese politischen Ereignisse hinaus werden zahlreiche Episoden geschildert, die schlaglichtartig verschiedene Aspekte des Lebens in Bosnien beleuchten, aber auch etliche Nebenpersonen, die zusammen ein buntes Bild dieses Landes zeichnen. Wir lernen die Minderheiten der katholischen und orthodoxen Bosnier kennen, wie auch die sephardischen Juden, die ihre Hoffnungen in die Franzosen gesetzt haben. Österreich gelingt es, die besseren Beziehungen zu den Katholiken herzustellen als die Franzosen, während die Orthodoxen darauf hoffen, dass vielleicht auch Russland einen eigenen Konsul nach Travnik schicken würde. Durchreisende Personen und kleine Liebesaffären bringen zusätzlich etwas Durcheinander in das sonst so beharrliche Leben in Bosnien.

## Bedeutung
Nachdem Ivo Andrić als Botschafter Jugoslawiens im Deutschen Reich abberufen worden war, begann er zurückgezogen in seiner Heimat an mehreren Romanen zu arbeiten, die um die Geschichte Bosniens kreisen und sich der Frage nach dem besonderen Wesen dieses von vielen Völkern bewohnten Landes zu stellen. Neben den Büchern Die Brücke über die Drina und Das Fräulein entstand so auch Wesire und Konsuln (Platz 1 der Spiegel-Bestsellerliste vom 13. bis zum 19. Dezember 1961), die alle drei nach dem Krieg 1945 erschienen.
Mit ihrer Veröffentlichung begann eine neue Schaffensphase Andrićs, die als Höhepunkt seines Werkes bezeichnet werden kann. Zugleich stellen sie auch innerhalb der serbischen Romanliteratur einen Gipfelpunkt dar. Der Roman zeichnet sich durch eine besonders klare und reine Sprache aus, die sich des ekavischen (serbischen) Dialektes bedient, während bosnische Personen innerhalb des Romans durch den ijekavischen Dialekt charakterisiert werden. Andrić verwendet auch zahlreiche türkische Lehnwörter, um das besondere bosnische Lokalkolorit darzustellen.
Andrić schildert Bosnien hauptsächlich durch die Augen der Europäer, die gezwungen sind, hier einige Zeit zu leben. Dadurch gelingt ihm eine verfremdende Sichtweise seiner Heimat, während das Aufeinanderprallen der verschiedenen Welten ein Hauptmotiv des Romans darstellt. Nicht zufällig hat Andrić, der von Beruf Diplomat war, das diplomatische Wirken seiner Hauptpersonen geschildert, obwohl ihr Erscheinen in Travnik von keiner besonders großen historischen Bedeutung war. Mit großem Einfühlungsvermögen und weitreichenden historischen Forschungen gelang ihm ein geschichtlich sehr zuverlässiger Bericht über ein in Europa weitgehend unbekanntes Land. Andrić benützte neben handschriftlichen Aufzeichnungen der französischen und österreichischen Konsuln auch den Reisebericht des französischen Vizekonsuls J. B. Chaumette Des Fossés Voyage en Bosnie dans les années 1807-1808 (Paris 1822).

## Ausgaben
- Sabrana dela Bd. 2. Belgrad 1945
- Travnička hronika. Svjetlost, Sarajevo 1951
- Travnička hronika. Belgrad, Prosveta 1964
- Travnička hronika. Belgrad, Nolit 1981
- Travnička hronika. Belgrad, Dereta 2004
- Travnička hronika. Sarajevo, Civitas 2004
- Travnička hronika. Zrenjanin, Sezam books 2005
- Travnička hronika. Belgrad, Logos-Art 2005

## Übersetzungen

### Deutsch
- Wesire und Konsuln. Übersetzt von Hans Thurn. Hanser, München 1961
- Audienz beim Wesir. Übersetzt von Hans Thurn. Aufbau-Verlag, Berlin 1961
- Wesire und Konsuln. Übersetzt von Hans Thurn. Büchergilde Gutenberg, Frankfurt am Main 1963
- Wesire und Konsuln. Übersetzt von Hans Thurn. Deutscher Taschenbuch Verlag, München 1964
- Audienz beim Wesir. Übersetzt von Hans Thurn. Die Buchgemeinde, Wien 1967
- Wesire und Konsuln. Übersetzt von Hans Thurn. Deutscher Bücherbund, Stuttgart 1968
- Wesire und Konsuln. Übersetzt von Hans Thurn. Coron-Verlag, Zürich 1968
- Wesire und Konsuln. Übersetzt von Hans Thurn. Goldmann Taschenbuch, München 1974
- Wesire und Konsuln. Übersetzt von Hans Thurn. Zsolnay, Wien 1996
- Wesire und Konsuln. Übersetzt von Hans Thurn. Überarbeitet von Monika Wolf-Grießhaber. Zsolnay, Wien 2016

### Englisch
- The Days of the Consuls. Forrest Books, London 1992

### Französisch
- La chronique de Travnik. L’Age d’Homme, Lausanne 1994

### Makedonisch
- Travnička hronika. Misla, Skopje 1977

### Russisch
- Травницкая Хроника, Übersetzt von M. Wolkonski, Moskau, 1958